# Верховный суд Литвы
Верховный суд Литвы (лит. Lietuvos Aukščiausiasis Teismas) — высшее звено судебной системы Литвы. Состоит из двух Судебных палат. Судьи назначаются Сеймом на неопределённый срок.

## История
Современная судебная система начала формироваться в 1992 году. Конституция в ст. 111 установила, что Верховный суд является частью судебной системы Литвы. В 1994 году был принят Закон о судах Литовской республики, который устанавливал основные организационные принципы осуществления правосудия. Высший судебный орган с обновлённой компетенцией начал свою деятельность с 1 января 1995 года.

## Структура Верховного Суда Литвы
Верховный Суд Литвы возглавляет председатель. В суде имеется канцелярия, которая ведает вопросами подготовки судопроизводства (возглавляет Реда Молене).
Отправление правосудия занимаются судьи в двух отделах — в отделе по уголовным делам (председатель — Йонас Прапестис) и в отделе по гражданским делам (председатель — Сигита Руденайте).
В структуре суда имеется Департамент по правовым исследованиям, IT-отдел, общая канцелярия, канцелярии отделов по уголовным и гражданским делам, хозяйственный отдел, полицейский пост. Судебная палата по уголовным делам и Судебная палата по гражданским делам являются кассационными инстанциями для дел, рассмотренных в окружных судах как в первой судебной инстанции.

## Компетенция
В соответствии со ст. 18 Закона о судах Верховный Суд является кассационной инстанцией. При рассмотрении дела в кассационном порядке Верховный суд проверяет, не допустил ли нижестоящий суд ошибку в толковании или применении закона (проверяет судебный акт с точки зрения законности). Уголовные и гражданские дела проверяются в рамках кассационного производства, а дела об административных правонарушениях — в рамках возобновления производства (в некоторых случаях возможно возобновление производства по уголовным делам).
Действует модель «выборочной проверки»: жалоба предварительно проверяется на соответствие установленным законом условиям и правилам принятия, что позволяет суду сосредоточиться на наиболее важных делах (с точки зрения законности судебных актов).
Высший судебный орган также анализирует судебную практику и публикует тексты решений, утверждённых Сенатом судей, которые должны учитываться иными судами при разрешении споров.